# Зелені рукави
«Зелені рукави» (англ. Greensleeves) — одна з відомих і популярних англійських народних пісень, відома з XVI століття. Двічі згадується Вільямом Шекспіром.

## Походження і назва
Про походження пісні відомо небагато. Мелодія, написана анонімним композитором XVI століття, стала основою для численних варіацій. Написання тексту балади часто приписують англійському королю Генріху VIII, який нібито адресував ці вірші своїй коханій, імовірно Анні Болейн, що стала другою дружиною Генріха. Вона не піддалася спробам короля спокусити її, і ця відмова відображена в словах пісні. Однак також є думка, що пісня належить до періоду правління Єлизавети, оскільки італійський стиль композиції, в якому вона написана, потрапив до Англії лише після смерті короля.
Вперше текст «Грінслівс» був опублікований в 1566 році в Лондоні в збірнику «Приємні сонети та історії», який був перевиданий під назвою «Жменя приємних насолод» в 1584 році. Цей варіант, що дійшов до наших днів, включає 18 чотиривіршів і рефрен, однак звичайно прийнято вважати, що лише чотири чотиривірші і рефрен є первісними. Усього ж існує величезна кількість куплетів (за деякими оцінками до 1800), що обігрують ту саму тему — нарікання автора на кохану, що покинула його не зважаючи на всі його старання.
Назва пісні відображає прізвисько невірної коханої, до якої звертається автор. Вважається, що зелені рукави могли бути атрибутом одягу куртизанок у середньовічній Англії. В Кентерберійських оповіданнях зелений колір згадується як «колір легкості в коханні», оскільки після «вільного кохання» на одязі дівчини залишалися плями від трави. Вислови green gown, to give girl a green gown — дати дівчині зелену сукню, означали — обнімати дівчину в траві.

## Відомі записи пісні

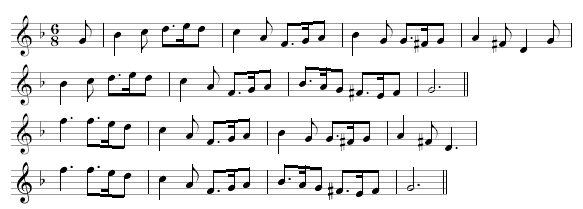

- Одетта — 1957, альбом At the Gate of Horn
- Коулмен Гокінс — 1958, альбом Soul
- Джейн Морган — 1960, альбом «Балади Леді Джейн» (The Ballads Of Lady Jane)
- Джон Колтрейн — 1961, альбом Africa/Brass
- Marianne Faithfull: 1964 альбом As Tears Go By
- Елвіс Преслі — 1968, перейменована в «Stay Away» на другому боці «US Male»; включена в саундтрек до фільму Stay Away Joe
- Джеймс Тейлор — 1968, альбом James Taylor
- Джефф Бек — 1968, альбом Truth
- Ґлен Кемпбелл — 1972, альбом The Artistry of Glen Campbell
- Леонард Коен — 1974, альбом New Skin for the Old Ceremony
- Flanders and Swann — The Greensleeves Monologue Annotated
- Олівія Ньютон-Джон — 1976, альбом Come on Over
- The Kelly Family — 1989, альбом Keep On Singing
- Лоріна МакКенніт — 1991, альбом The Visit
- Тімо Толккі (Stratovarius) — 1994, альбом Classical Variations and Themes
- Blackmore's Night — 1997, дебютний альбом Shadow of the Moon
- Welladay — 1998, альбом Lights of Love
- Ванесса Карлтон — 2002, альбом Maybe This Christmas
- Jethro Tull — 2003, альбом The Jethro Tull Christmas Album
- Новелла Матвєєва — під заголовком «Дівчина з харчевні»
- Володимир Вавілов — 1970, під заголовком  «Зелені рукави» на платівці Лютнева музика XVI–XVII століть
- Театр Тіней — Метал обробка під заголовком «Зелені Рукави — Шторм — Кода», альбом «Звір»
- Nolwenn Leroy — 2011, альбом «Bretonne»

## Слова
Є художній переклад українською [Архівовано 5 березня 2016 у Wayback Machine.].
| Слова англійською | Приблизно українською |
| --- | --- |
| Alas, my love, you do me wrong, To cast me off discourteously. For I have loved you well and long, Delighting in your company. Chorus: Greensleeves was all my joy Greensleeves was my delight, Greensleeves was my heart of gold, And who but my lady greensleeves. Your vows you've broken, like my heart, Oh, why did you so enrapture me? Now I remain in a world apart But my heart remains in captivity. Chorus I have been ready at your hand, To grant whatever you would crave, I have both wagered life and land, Your love and good-will for to have. Chorus If you intend thus to disdain, It does the more enrapture me, And even so, I still remain A lover in captivity. Chorus My men were clothed all in green, And they did ever wait on thee; All this was gallant to be seen, And yet thou wouldst not love me. Chorus Thou couldst desire no earthly thing, but still thou hadst it readily. Thy music still to play and sing; And yet thou wouldst not love me. Chorus Well, I will pray to God on high, that thou my constancy mayst see, And that yet once before I die, Thou wilt vouchsafe to love me. Chorus Ah, Greensleeves, now farewell, adieu, To God I pray to prosper thee, For I am still thy lover true, Come once again and love me. | На жаль, любов, мені життя гублячи, Ти рвеш зі мною без сорому. Я стільки років любив тебе І щасливий з тобою був завжди. Приспів: Грінслівс мені світло запалила, Грінслівс радість принесла, Грінслівс в серці розцвіла, І хто крім леді Грінслівс? Тобі я віддано служив І потурати готовий був знов. Я життя і землю поклав За твою милість і любов. Приспів: Не перелічити подарованих хусток, Де так візерунок витончено ліг. Я дав тобі і стіл і дім, І мій не був скнарим гаманець. Приспів: Грінслівс, навік прости. Бога за тебе благаю. Але якщо знову вирішиш прийти, Знай, що тебе я люблю. Приспів |